# Westville (Illinois)
Westville é uma vila localizada no estado americano de Illinois, no Condado de Vermilion.

## Demografia
Segundo o censo americano de 2000, a sua população era de 3175 habitantes.
Em 2006, foi estimada uma população de 3045, um decréscimo de 130 (-4.1%).

## Geografia
De acordo com o United States Census Bureau tem uma área de
4,1 km², dos quais 4,1 km² cobertos por terra e 0,0 km² cobertos por água.

## Localidades na vizinhança
O diagrama seguinte representa as localidades num raio de 12 km ao redor de Westville.